# 白い肌に狂う愛と哀しみの輪舞
「白い肌に狂う愛と哀しみの輪舞」（しろいはだにくるうあいとかなしみのロンド）は、MALICE MIZERのマキシシングルCD。 2000年7月26日にMidi:Nette M.†.M（ミディネット エーム・クロワ・エーム）から発売された。

## 解説
- 日本コロムビアとのメジャー契約での活動を終了し、自主レーベルを設立して復活したシングル3部作の第三弾である。
- 特殊ブック仕様ジャケット。
- 後に3代目ヴォーカルとして加入するKlahaがサポートという形で参加している。
- 昨年6月に急逝したメンバー、Kamiへの追悼の意が込められているため、前作同様に各メンバーの衣装やジャケットデザインなど黒を基調としている。

## 収録曲
1. 白い肌に狂う愛と哀しみの輪舞 [5:59]
作詞・作曲：Mana
2. 白い肌に狂う愛と哀しみの輪舞 （Instrumental） [5:41]
作詞・作曲：Mana

## 収録アルバム
| アルバム         | 発売日           | 備考             |
| 虚無の中での遊戯 | 虚無の中での遊戯 | 虚無の中での遊戯 |
| ---------------- | ---------------- | ---------------- |
| 『薔薇の聖堂』   | 2000年8月23日    | 3rdアルバム      |